# Église Saint-Luc de Česma
Pour les articles homonymes, voir Église Saint-Luc.
L'église Saint-Luc (en serbe cyrillique : Храм Светих апостола Петра и Павла ; en serbe latin : Hram Svetih apostola Petra i Pavla) est située en Bosnie-Herzégovine, dans la Ville de Banja Luka et dans le faubourg de Česma.